# Liste bekannter DDR-Schauspieler
Diese Liste enthält Schauspieler und Schauspielerinnen, die im Theater, im Film oder im Fernsehen in der DDR tätig waren.

## Schauspieler (alphabetisch)

### A
- Berko Acker †
- Paul Arenkens †
- Johannes Arpe †
- Peter Aust †

### B
- Hans-Uwe Bauer
- Hilmar Baumann †
- Reimar J. Baur †
- Peter Bause
- Heinz Behrens †
- Dieter Bellmann †
- Paul Berndt †
- Erwin Berner †
- Hermann Beyer
- Gerhard Bienert †
- Gerd Biewer †
- Gerd Blahuschek
- Celino Bleiweiß
- Peter Borgelt †
- Manfred Borges †
- Kurt Böwe †
- Horst Buder
- Ernst Busch †

### C
- Bruno Carstens †
- Carl Heinz Choynski
- Norbert Christian †
- Frank Ciazynski †

### D
- Lutz Dechant
- Fritz Decho †
- Wolfgang Dehler †
- Victor Deiß
- Fred Delmare †
- Werner Dissel †
- Peter Dommisch †
- Rudolf Donath †
- Horst Drinda †
- Fred Düren †

### E
- Friedhelm Eberle
- Gerd Ehlers †
- Werner Ehrlicher †
- Kaspar Eichel
- Hilmar Eichhorn
- Harald Engelmann †
- Eberhard Esche †

### F
- Hans Finohr †
- Martin Flörchinger †
- Lothar Förster †
- Dieter Franke †
- Erich Franz †
- Matthias Freihof
- Gunter Friedrich
- Eckart Friedrichson †
- Justus Fritzsche †
- Jürgen Frohriep †

### G
- Albert Garbe †
- Klaus Gehrke
- Egon Geißler †
- Klaus Gendries †
- Fred-Arthur Geppert †
- Michael Gerber
- Erich Gerberding †
- Erwin Geschonneck †
- Detlef Gieß
- Winfried Glatzeder
- Hans-Joachim Gläser †
- Werner Godemann †
- Kurt Goldstein †
- Ingolf Gorges †
- Manfred Gorr
- Günther Grabbert †
- Christian Grashof
- Gerd Grasse
- Wolfgang Greese †
- Herwart Grosse †
- Sylvester Groth
- Jörg Gudzuhn
- Gert Gütschow †
- Michael Gwisdek †

### H
- Harald Halgardt †
- Wolfram Handel †
- Hans-Joachim Hanisch †
- Hans Hardt-Hardtloff †
- Hannjo Hasse †
- Ezard Haußmann †
- Klaus Hecke
- Hans-Joachim Hegewald †
- Jürgen Heinrich
- Wolfgang Heinz †
- Reiner Heise
- Gunnar Helm
- Jörg Hengstler †
- Gerd Michael Henneberg †
- Jürgen Hentsch †
- Peter Herden †
- Rolf Herricht †
- Albert Hetterle †
- Horst Hiemer †
- Harry Hindemith †
- Peter Hladik
- Siegfried Höchst †
- Adolf Peter Hoffmann †
- Jürgen Holtz †
- Rolf Hoppe †
- Henry Hübchen
- Achim Hübner †
- Matthias Hummitzsch
- Hansjürgen Hürrig

### J
- Dieter Jaßlauk †
- Peter Jahoda †
- Uwe-Detlev Jessen †
- Horst Jonischkan †
- Rüdiger Joswig
- Friedrich-Wilhelm Junge †
- Günter Junghans †
- Walter Jupé †

### K
- Kurt Kachlicki †
- Ernst Kahler †
- Wolf Kaiser †
- Peter Kalisch †
- Roman Kaminski
- Werner Kanitz †
- Joachim Kaps
- Manfred Karge
- Uwe Karpa
- Siegfried Kilian †
- Michael Kind
- Klaus-Dieter Klebsch
- Erik S. Klein †
- Jörg Kleinau
- Willy A. Kleinau †
- Volkmar Kleinert
- Hans Klering †
- Heinz Dieter Knaup
- Jörg Knochée  †
- Hans Knötzsch  †
- Wilhelm Koch-Hooge †
- Uwe Kockisch
- Herbert Köfer †
- Dietrich Körner †
- Erhard Köster †
- Horst Kotterba
- Bodo Krämer †
- Horst Krause
- Manfred Krug †
- Horst Kube †
- Edgar Külow †
- Peter Kurth

### L
- Alexander Lang †
- Gerhard Lau †
- Horst Lebinsky
- Ralf Lehm
- Walter Lendrich †
- Frank Lienert
- Werner Lierck †
- Jan Josef Liefers
- Wolf-Dieter Lingk
- Stefan Lisewski †
- Marc Lubosch
- Hans Lucke †
- Rolf Ludwig †

### M
- Holger Mahlich
- Jürgen Mai
- Klaus Manchen †
- Dieter Mann †
- Edwin Marian †
- Ernst Meincke
- Eberhard Mellies †
- Otto Mellies †
- Gerd Micheel †
- Daniel Minetti
- Hans-Peter Minetti †
- Dieter Montag
- Armin Mueller-Stahl
- Ulrich Mühe †
- Arnim Mühlstädt †
- Alfred Müller †

### N
- Michael Narloch †
- Willi Narloch †
- Günter Naumann †
- Thomas Neumann
- Klaus Nietz
- Walter Niklaus †

### O
- Frank Obermann †
- Dietmar Obst
- Karl Heinz Oppel †
- Wilfried Ortmann †

### P
- Michael Pan
- Jörg Panknin †
- Joachim Pape †
- Alexander Papendiek †
- Peter Pauli
- Tom Pauls
- Wolfgang Penz †
- Dieter Perlwitz †
- Werner Peters †
- Klaus Piontek †
- Walter Plathe
- Klaus Pönitz †
- Peter Prager
- Wilfried Pucher

### R
- Gerhard Rachold †
- Hans-Peter Reinecke †
- Heinz Rennhack
- Peter Reusse †
- Jürgen Reuter
- Friedrich Richter †
- Gottfried Richter
- Otmar Richter †
- Dietmar Richter-Reinick †
- Lutz Riemann †
- Carl-Hermann Risse †
- Rolf Römer †
- Alfred Rücker
- Thomas Rühmann

### S
- Wolfgang Sasse †
- Gerd E. Schäfer †
- Ekkehard Schall †
- Raimund Schelcher †
- Helmut Schellhardt †
- Udo Schenk
- Andreas Schmidt-Schaller
- Heinz Scholz †
- Horst Schön †
- Gunter Schoß
- Willi Schrade
- Helmut Schreiber †
- Götz Schubert
- Günter Schubert †
- Horst Schulze †
- Willi Schwabe †
- Jaecki Schwarz
- Michael Schweighöfer
- Ernst-Georg Schwill †
- Martin Seifert †
- Werner Senftleben †
- Günther Simon †
- Peter Sindermann †
- Peter Skarke †
- Peter Sodann †
- Friedo Solter †
- Hans-Gerd Sonnenburg †
- Jan Spitzer †
- Hans-Edgar Stecher †
- Christian Steyer
- Bernd Storch †
- Alfred Struwe †
- Berndt Stübner †
- Lutz Stückrath †
- Wolfgang Stumph
- Karl Sturm †
- Peter Sturm †

### T
- Peer-Uwe Teska
- Hans Teuscher †
- Hilmar Thate †
- Ulrich Thein †
- Klaus-Peter Thiele †
- Thomas Thieme
- Jochen Thomas †
- Werner Tietze †
- Horst Torka †
- Joachim Tomaschewsky †
- Martin Trettau †
- Robert Trösch †
- Jürgen Trott

### U
- Rudolf Ulrich †

### V
- Erik Veldre †
- Franz Viehmann †
- Ulrich Voß †

### W
- Georg-Michael Wagner †
- Harald Warmbrunn †
- Horst Weinheimer †
- Siegfried Weiß †
- Giso Weißbach
- Peter Welz
- Dieter Wien
- Wolfgang Winkler †
- Bodo Wolf †
- Günter Wolf †
- Hans-Jürgen Wolf †
- Achim Wolff
- Gerry Wolff †
- Thomas Wolff
- Arno Wyzniewski †

### Z
- Jürgen Zartmann
- Uwe Zerbe
- Manfred Zetzsche †
- Peter Zimmermann
- Joachim Zschocke †
- Karl Zugowski

## Filmschauspieler (chronologisch)
Angegeben ist das Jahrzehnt des ersten Films.

### 1950er Jahre
Einige waren bereits ab 1945 in Filmen zu sehen.
Johannes Arpe, Alfred Balthoff, Reimar Johannes Baur, Gerd Biewer, Lothar Blumhagen, Manfred Borges, Erich Brauer, Karl Brenk, Bruno Carstens, Norbert Christian, Fritz Decho, Fred Delmare, Jochen Diestelmann, Fritz Diez, Werner Dissel, Josef Peter Dornseif, Horst Drinda, Fred Düren, Gerd Ehlers, Hans Emons, Christoph Engel, Hans Finohr, Hannes Fischer, Rudolf Fleck, Martin Flörchinger, Erich Franz, Gerhard Frei, Albert Garbe, Erwin Geschonneck, Heinrich Gies, Harry Gillmann, Wolf Goette, Günther Grabbert, Herwart Grosse, Hanns Groth, Harald Halgardt, Hans W. Hamacher, Hans-Joachim Hanisch, Hannjo Hasse, Ezard Haußmann, Martin Hellberg, Paul R. Henker, Peter Herden, Albert Hetterle, Harry Hindemith, Adolf Peter Hoffmann, Georg Irmer, Gerd Jaeger, Horst Jonischkan, Walter Jupé, Karl Kendzia, Herbert Kiper, Peter Kiwitt, Erik S. Klein, Willy A. Kleinau, Hans Klering, Heinz Klevenow, Johannes Knittel, Wilhelm Koch-Hooge, Herbert Köfer, Eberhard Krug, Manfred Krug, Horst Kube, Gerhard Lau, Hans-Ulrich Lauffer, Walter Lendrich, Werner Lierck, Stefan Lisewski, Hans Lucke, Rolf Ludwig, Harald Mannl, Edwin Marian, Hans-Joachim Martens, Peter Marx, Johannes Maus, Frank Michelis, Reinhard Michaelke, Hans-Peter Minetti, Armin Mueller-Stahl, Hans Neie, Willi Neuenhahn, Horst Neumann, Leon Niemczyk, Kurt Oligmüller, Uwe-Jens Pape, Arno Paulsen, Dieter Perlwitz, Hanns Anselm Perten, Werner Peters, Paul Pfingst, Horst Preusker, Gerhard Rachold, Kurt Rackelmann, Friedrich Richter, Herbert Richter, Rolf Ripperger, Hans-Georg Rudolph, Gerd E. Schäfer, Ekkehard Schall, Johannes Schmidt, Heinz Scholz, Horst Schön, Horst Schönemann, Willi Schrade, Helmut Schreiber, Heinz Schubert, Horst Schulze, Willi Schwabe, Ernst-Georg Schwill, Werner Segtrop, Günther Simon, Otto Stübler, Harry Studt, Wolfgang Stumpf, Peter Sturm, Hilmar Thate, Ulrich Thein, Hans-Peter Thielen, Jochen Thomas, Ulrich von der Trenck, Robert Trösch, Rudolf Ulrich, Erik Veldre, Hans Wehrl, Karl-Heinz Weiß, Siegfried Weiß, Gerry Wolff, Arno Wyzniewski.

### 1960er Jahre
Paul Arenkens, Hilmar Baumann, Hermann Beyer, Peter Borgelt, Kurt Böwe, Carl Heinz Choynski, Peter Dommisch, Friedhelm Eberle, Kaspar Eichel, Eberhard Esche, Dieter Franke, Jürgen Frohriep, Erich Gerberding, Winfried Glatzeder, Wolfgang Greese, Gert Gütschow, Michael Gwisdek, Hans Hardt-Hardtloff, Klaus Hecke, Hans-Joachim Hegewald, Jürgen Heinrich, Gerd Michael Henneberg, Jürgen Hentsch, Rolf Herricht, Horst Hiemer, Rolf Hoppe, Wolfgang Hosfeld, Joachim Hoyer, Günter Junghans, Ernst Kahler, Peter Kalisch, Werner Kanitz, Manfred Karge, Dietrich Körner, Bodo Krämer, Horst Krause, Alexander Lang, Holger Mahlich, Dieter Mann, Fritz Marquardt, Ferdy Mayne, Ernst Meincke, Eberhard Mellies, Otto Mellies, Gerd Micheel, Gojko Mitić, Dieter Montag, Alfred Müller, Günter Naumann, Wilfried Ortmann, Klaus Piontek, Hartmut Puls, Hans-Peter Reinecke, Berndt Renne, Peter Reusse, Jürgen Reuter, Otmar Richter, Dietmar Richter-Reinick, Carl-Hermann Risse, Rolf Römer, Eugen Schaub, Helmut Schellhardt, Bodo Schmidt, Frank Schöbel, Reiner Schöne, Gunter Schoß, Günter Schubert, Jaecki Schwarz, Peter Sindermann, Friedo Solter, Jan Spitzer, Helmut Straßburger, Alfred Struwe, Hans Teuscher, Klaus-Peter Thiele, Joachim Tomaschewsky, Martin Trettau, Ulrich Voß, Jiří Vršťala, Harald Warmbrunn, Thomas Weisgerber, Johannes Wiebke, Dieter Wien, Wolfgang Winkler, Achim Wolff, Manfred Zetzsche.

### 1970er Jahre
Regimantas Adomaitis, Donatas Banionis, Hans-Uwe Bauer, Peter Bause, Milan Beli, Dieter Bellmann, Jan Bereska, Hans Bergermann, Gerd Blahuschek, Celino Bleiweiß, Vlastimil Brodský, Wolfgang Dehler, Victor Deiß, Hilmar Eichhorn, Gunter Friedrich, Klaus Gehrke, Fred-Artur Geppert, Detlef Gieß, Werner Godemann, Christian Grashof, Gerd Grasse, Jörg Gudzuhn, Gunnar Helm, Henry Hübchen, Peter Jahoda, Wolfgang Jakob, Rüdiger Joswig, Friedrich-Wilhelm Junge, Eberhard Kirchberg, Klaus-Dieter Klebsch, Volkmar Kleinert, Heinz Dieter Knaup, Uwe Kockisch, Jürgen Mai, Dietrich Mechow, Jiří Menzel, Arnim Mühlstädt, Eckhard Müller, Michael Narloch, Thomas Neumann, Jörg Panknin, Peter Pauli, Franciszek Pieczka, Walter Plathe, Klaus Pönitz, Peter Prager, Wilfried Pucher, Dean Reed, Lutz Riemann, Udo Schenk, Martin Seifert, Peter Skarke, Peter Sodann, Christian Steyer, Szymon Szurmiej, Werner Tietze, Jürgen Watzke, Horst Weinheimer, Giso Weißbach, Peter Welz, Axel Werner, Bodo Wolf, Hans-Jürgen Wolf, Jürgen Zartmann, Uwe Zerbe, Peter Zimmermann, Joachim Zschocke.

### 1980er Jahre
Peter Aust, Erwin Berner, Jens-Uwe Bogadtke, Matthias Freihof, Justus Fritzsche, Manfred Gorr, Peter Mario Grau, Sylvester Groth, Mirko Haninger, Reiner Heise, André Hennicke, Uwe Jellinek, Roman Kaminski, Michael Kind, Jörg Knochée, Horst Kotterba, Bernd Michael Lade, Joachim Lätsch, Ralf Lehm, Jan Josef Liefers, Frank Lienert, Wolf-Dieter Lingk, Marc Lubosch, Klaus Manchen, Florian Martens, Sven Martinek, Torsten Michaelis, Daniel Minetti, Ulrich Mühe, Michael Pan, Volker Ranisch, Thomas Rühmann, Andreas Schmidt-Schaller, Götz Schubert, Jörg Schüttauf, Dirk Wäger

## Schauspielerinnen (alphabetisch)

### A
- Doris Abeßer †, Film
- Hildegard Alex
- Carmen-Maja Antoni, Film, Theater

### B
- Evamaria Bath †, Film, Theater
- Liselott Baumgarten †, Film
- Trude Bechmann †
- Manja Behrens †
- Margit Bendokat
- Regina Beyer
- Astrid Bless †
- Petra Blossey
- Renate Blume, Film
- Christel Bodenstein †, Film
- Marita Böhme
- Bärbel Bolle †
- Carola Braunbock †, Film
- Gertrud Brendler †, Film
- Angela Brunner †
- Annekathrin Bürger, Film, Theater

### C
- Johanna Clas †

### D
- Mathilde Danegger †, Film, Theater
- Antonia Dietrich †
- Barbara Dittus †
- Angelica Domröse, Film
- Erika Dunkelmann †
- Karin Düwel, Film

### F
- Simone Frost †

### G
- Monika Gabriel †
- Dorit Gäbler, Film
- Renate Geißler
- Ruth Glöss †
- Christine Gloger †
- Sigrid Göhler
- Helga Göring †, Film
- Manja Göring, Film
- Karin Gregorek †
- Jenny Gröllmann †, Film, Theater
- Elsa Grube-Deister †

### H
- Cox Habbema †, Film
- Eva-Maria Hagen †, Film
- Corinna Harfouch, Film, Theater
- Janina Hartwig
- Petra Hinze
- Sonja Hörbing †
- Jutta Hoffmann, Film
- Angelika Hurwicz †

### K
- Marion van de Kamp †, Theater
- Ursula Karusseit †, Theater, Film
- Sonja Kehler †
- Inge Keller †, Theater, Film
- Marianne Kiefer †, Film
- Heide Kipp †, Film
- Anja Kling
- Gerit Kling
- Blanche Kommerell, Theater
- Ruth Kommerell †, Theater
- Juliane Korén †
- Ingeborg Krabbe †
- Agnes Kraus †, Film
- Brigitte Krause †, Film
- Micaëla Kreißler †
- Renate Krößner †, Film
- Marina Krogull, Film
- Ulrike Krumbiegel, Theater
- Annett Kruschke
- Ruth Maria Kubitschek †, Theater
- Traudl Kulikowsky

### L
- Helga Labudda †, Film
- Christine Laszar †
- Marga Legal †, Film
- Christa Lehmann †
- Monika Lennartz
- Karin Lesch †, Film
- Madeleine Lierck
- Katharina Lind
- Lotte Loebinger †, Theater
- Christa Löser †
- Ute Lubosch

### M
- Dagmar Manzel, Theater, Film
- Katrin Martin
- Gisela May †, Theater, Chanson
- Gisela Morgen †
- Irma Münch

### N
- Friedel Nowack †

### O
- Vera Oelschlegel, Kabarett
- Gudrun Okras †
- Evelyn Opoczynski

### P
- Katja Paryla †, Film
- Christa Pasemann †, Film
- Erika Pelikowsky †
- Angelika Perdelwitz
- Heidrun Perdelwitz †
- Monika Pietsch
- Helga Piur, Film
- Marylu Poolman †

### R
- Jessy Rameik †
- Helga Raumer †, Film
- Käthe Reichel †, Theater
- Ruth Reinecke, Theater
- Ingrid Rentsch †
- Renate Richter
- Felicitas Ritsch †
- Gudrun Ritter, Film
- Karla Runkehl †

### S
- Katrin Sass, Film
- Johanna Schall, Theater, Film
- Cornelia Schmaus
- Walfriede Schmitt, Theater, Film
- Heidemarie Schneider †, Theater, Film
- Barbara Schnitzler, Theater
- Swetlana Schönfeld, Theater
- Christine Schorn, Theater
- Uta Schorn
- Karin Schröder
- Viola Schweizer
- Steffie Spira †, Theater, Film
- Ursula Staack
- Erika Stiska †, Film
- Kati Székely, Film

### T
- Lore Tappe-Musch †
- Lissy Tempelhof †, Theater
- Katharina Thalbach, Theater, Film
- Sabine Thalbach †, Theater, Film
- Doris Thalmer †
- Franziska Troegner, Theater, Film

### U
- Karin Ugowski, Film

### V
- Ilse Voigt †, Film
- Gudrun Volkmar †, Theater

### W
- Jutta Wachowiak, Theater, Film
- Angelika Waller, Film
- Helene Weigel †, Theater
- Heidemarie Wenzel, Film
- Ursula Werner, Theater, Film
- Else Wolz †
- Monika Woytowicz, Film
- Marianne Wünscher †, Theater, Film

### Z
- Simone von Zglinicki, Theater, Film

## Filmschauspielerinnen (chronologisch)
Angegeben ist das Jahrzehnt des ersten Films.

### 1950er Jahre
Die ersten Schauspielerinnen waren bereits ab 1945 in Filmen zu sehen. Doris Abeßer, Barbara Adolph, Käte Alving, Evamaria Bath, Liselott Baumgarten, Manja Behrens, Maria Besendahl, Christel Bodenstein, Ursula Braun, Carola Braunbock, Gertrud Brendler, Charlotte Brummerhoff, Angela Brunner, Ursula Burg, Annekathrin Bürger, Mathilde Danegger, Barbara Dittus, Susanne Düllmann, Erika Dunkelmann, Elfriede Florin, Ruth Glöss, Helga Göring, Christa Gottschalk, Elsa Grube-Deister, Annemone Haase, Eva-Maria Hagen, Judith Harms, Margret Homeyer, Angelika Hurwicz, Marion van de Kamp, Inge Keller, Ruth Kommerell, Irene Korb, Elsa Korén, Waltraut Kramm, Agnes Kraus, Brigitte Krause, Ruth Maria Kubitschek, Charlotte Küter, Christine Laszar, Marga Legal, Monika Lennartz, Brigitte Lindenberg, Annelise Matschulat, Yvonne Merin, Erika Müller-Fürstenau, Irma Münch, Ingrid Ohlenschläger, Helga Piur, Helga Raumer, Käthe Reichel, Sigrid Roth, Maria Rouvel, Antje Ruge, Karla Runkehl, Steffie Spira, Sonja Sutter, Lissy Tempelhof, Sabine Thalbach, Dora Thalmer, Ilse Voigt, Else Wolz, Marianne Wünscher.

### 1960er Jahre
Carmen-Maja Antoni, Trude Bechmann, Karin Beewen, Regina Beyer, Monica Bielenstein, Renate Blume, Marita Böhme, Bärbel Bolle, Barbara Brylska, Margot Busse, Chris Doerk, Angelica Domröse, Sina Fiedler, Monika Gabriel, Renate Geißler, Christine Gloger, Karin Gregorek, Jenny Gröllmann, Cox Habbema, Brigitte Herweg, Evamaria Heyse, Jutta Hoffmann, Heide Kipp, Blanche Kommerell, Juliane Korén, Ingeborg Krabbe, Gertraud Kreißig, Traudl Kulikowsky, Christiane Lanzke, Katharina Lind, Gisela Morgen, Vera Oelschlegel, Evelyn Opoczynski, Katja Paryla, Christa Pasemann, Erika Pelikowsky, Jessy Rameik, Renate Reinecke, Felicitas Ritsch, Gudrun Ritter, Walfriede Schmitt, Heidemarie Schneider, Uta Schorn, Karin Schröder, Kati Székely, Karin Ugowski, Ellinor Vogel, Jutta Wachowiak, Angelika Waller, Heidemarie Wenzel, Ursula Werner, Monika Woytowicz.

### 1970er Jahre
Hildegard Alex, Violeta Andrei, Margit Bendokat, Lydia Billiet, Astrid Bless, Petra Blossey, Ruth Friemel, Simone Frost, Dorit Gäbler, Sigrid Göhler, Regine Heintze, Petra Hinze, Ursula Karusseit, Gerit Kling, Micaëla Kreißler, Marina Krogull, Renate Krößner, Helga Labudda, Gertraut Last, Madeleine Lierck, Christa Löser, Ute Lubosch, Katrin Martin, Gudrun Okras, Marylu Poolman, Ruth Reinecke, Katrin Sass, Johanna Schall, Barbara Schnitzler, Swetlana Schönfeld, Christine Schorn, Viola Schweizer, Gisa Stoll, Katharina Thalbach, Franziska Troegner, Beata Tyszkiewicz, Simone von Zglinicki.

### 1980er Jahre
Marijam Agischewa, Friederike Aust, Arianne Borbach, Karin Düwel, Marie Gruber, Corinna Harfouch, Daniela Hoffmann, Julia Jäger, Petra Kelling, Gundula Köster, Ulrike Krumbiegel, Annett Kruschke, Susanne Lüning, Dagmar Manzel, Maria Remakina, Cornelia Schmaus, Claudia Schmutzler, Stefanie Stappenbeck, Grażyna Szapołowska, Simone Thomalla, Barbara Trommer, Kathrin Waligura.